# Division de Miri
La Division de Miri (en malais, Bahagian Miri) est une division administrative de l'État de Sarawak en Malaisie. Avec une superficie de 26 777,1 km2, elle est la deuxième plus grande division du Sarawak. 
Les 316 400 habitants de la Division sont principalement des Iban, des Chinois, des Malais, des Melanau, des Kayan, des Kenyah, des Lun Bawang et des Kelabit.
L'économie de la régie repose en grande partie sur l'extraction de pétrole et de gaz naturel à parti de puits terrestres et offshore, ainsi que sur le raffinage du pétrole, la liquéfaction du gaz et la production chimique. Autre industrie majeure : la transformation du bois extrait de l'immense forêt tropicale de Miri. Les produits du bois transformé sont prioritaire aux yeux du gouvernement. L'agriculture comprend le palmier à huile, le caoutchouc et le poivre comme produit principaux. Le tourisme, en particulier l'écotourisme, est un composante croissante de l'économie régionale.

## Districts
La Division de Kapit est elle-même divisée en cinq districts suivants :
| Nom                     | Surface   | Capitale  |
| ----------------------- | --------- | --------- |
| District de Beluru      | 4 905 km2 | Bakong    |
| District de Marudi      | 3 079 km2 | Marudi    |
| District de Miri        | 5 143 km2 | Miri      |
| District de Subis       | 3 821 km2 | Subis     |
| District de Telang Usan | 9 829 km2 | Long Lama |

## Membres du parlement
| Parlement   | Membre                 | Parti     |
| ----------- | ---------------------- | --------- |
| P218 Sibuti | Lukanisman Ahmad Sauni | GPS (PBB) |
| P219 Miri   | Michael Teo            | PH (PKR)  |
| P220 Baram  | Anyi Ngau              | GPS (PDP) |

### Liens connexes
- Division de Malaisie orientale